# Йохум (округ, Техас)
Шаблон:StateAbbr_ 33°11′ пн. ш. 102°49′ зх. д. / 33.18° пн. ш. 102.82° зх. д.
Округ Йохум (англ. Yoakum County) — округ (графство) у штаті Техас, США. Ідентифікатор округу 48501.

## Історія
Округ утворений 1876 року.

## Демографія
За даними перепису 2000 року загальне населення округу становило 7322 осіб, зокрема міського населення було 4452, а сільського — 2870. Серед мешканців округу чоловіків було 3557, а жінок — 3765. В окрузі було 2469 домогосподарств, 2008 родин, які мешкали в 2974 будинках. Середній розмір родини становив 3,34.
Віковий розподіл населення поданий у таблиці:
| Стать    | До 15 років | 15-21 | 22-29 | 30-39 | 40-49 | 50-65 | 65-85 | Понад 85 |
| -------- | ----------- | ----- | ----- | ----- | ----- | ----- | ----- | -------- |
| Чоловіки | 930         | 420   | 279   | 475   | 565   | 522   | 340   | 26       |
| Жінки    | 918         | 467   | 295   | 535   | 540   | 531   | 417   | 62       |

## Суміжні округи
- Кокран — північ
- Террі — схід
- Ґейнс — південь
- Леа, Нью-Мексико —  захід (Гірський час)

## Виноски
1. ↑  https://web.archive.org/web/20180216143221/http://publications.newberry.org/ahcbp/documents/TX_Individual_County_Chronologies.htm
2. ↑  U.S. Decennial Census. United States Census Bureau. Архів оригіналу за 12 травня 2015. Процитовано 12 травня 2015.
3. ↑  Texas Almanac: Population History of Counties from 1850–2010 (PDF). Texas Almanac. Архів оригіналу (PDF) за 26 лютого 2015. Процитовано 12 травня 2015.
4. ↑  State & County QuickFacts. United States Census Bureau. Архів оригіналу за 5 вересня 2015. Процитовано 29 грудня 2013.(англ.) Наведено за англійською вікіпедією.
5. ↑  American FactFinder. Бюро перепису населення США. Архів оригіналу за 29 липня 2011. Процитовано 31 січня 2008.

| США | Це незавершена стаття з географії США. Ви можете допомогти проєкту, виправивши або дописавши її. |